# Johan Kankkonen
Johan Werner Kankkonen (11 de julho de 1886 — 3 de fevereiro de 1955) foi um ciclista olímpico finlandês. Representou sua nação em dois eventos nos Jogos Olímpicos de Verão de 1912, em Estocolmo.